# Географія Бахрейну
Бахрейн — невелика західноазійська острівна країна, що знаходиться на південному заході континенту в акваторії Перської затоки . Загальна площа країни 760 км² (188-ме місце у світі), з яких на суходіл припадає 760 км², а на поверхню внутрішніх вод — 0 км². Площа країни незначно менша за площу території міста Києва, це найменша арабська держава. 

## Назва
Офіційна назва — Королівство Бахрейн, Бахрейн (араб. 'مملكة البحرين', Мамлакат ель-Бахрейн). Назва країни походить від арабського слова море — бахр і два, тобто Два моря, води, що відділяють острів з обох сторін, від Аравії та Персії. Давня назва острова — Дільмун.

## Географічне положення
Бахрейн — західноазійська острівна країна, що не має сухопутного державного кордону. Бахрейн займає три відносно великих і багато дрібних островів. Морем межує з Іраном на сході й північному сході; Катаром на півдні й південному сході; із Саудівською Аравією на заході (відстань 16 км). Бахрейн омивається водами Перської затоки Індійського океану. Загальна довжина морського узбережжя 161 км.

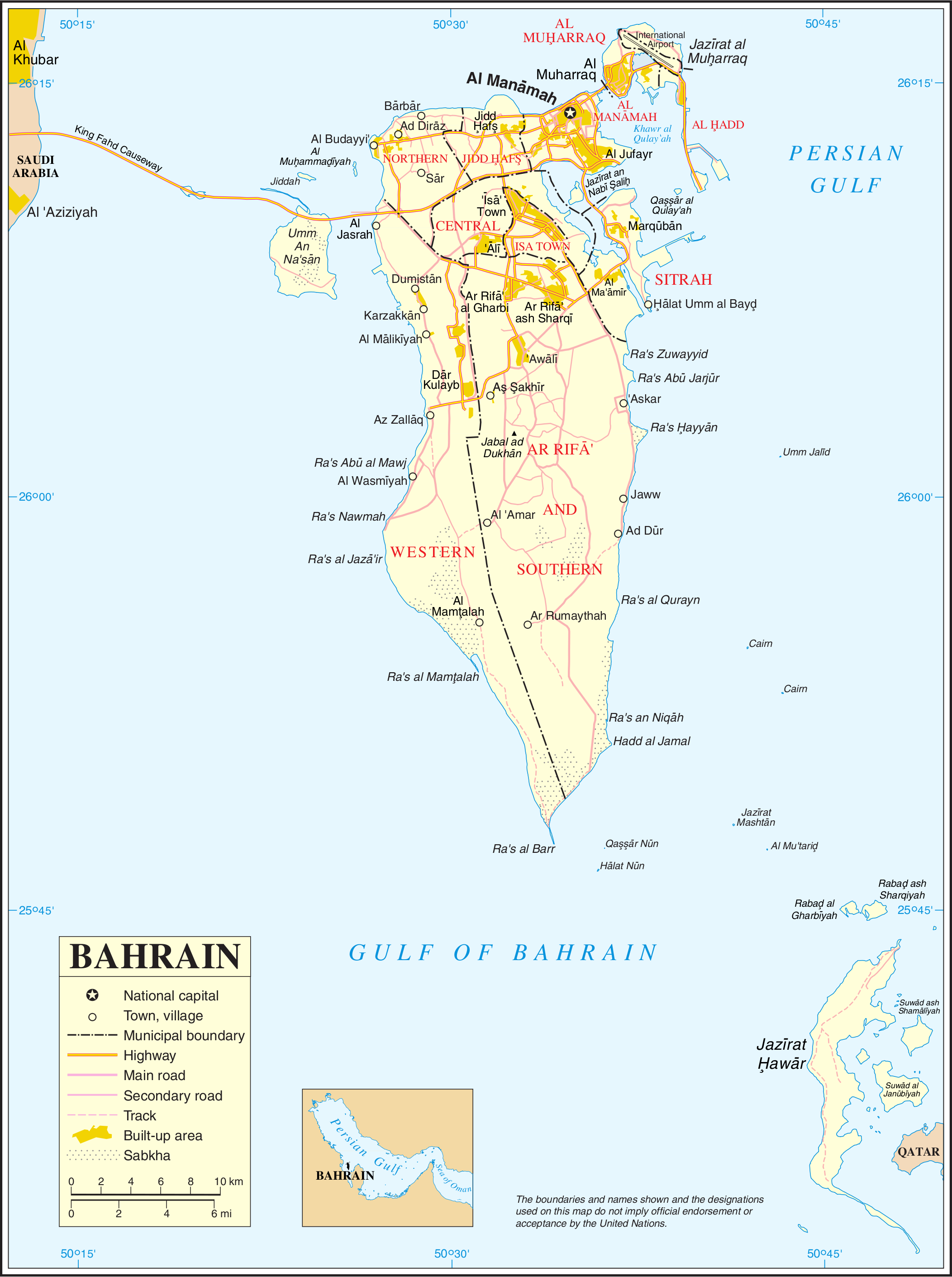
Карта Бахрейну від ООН (англ.)
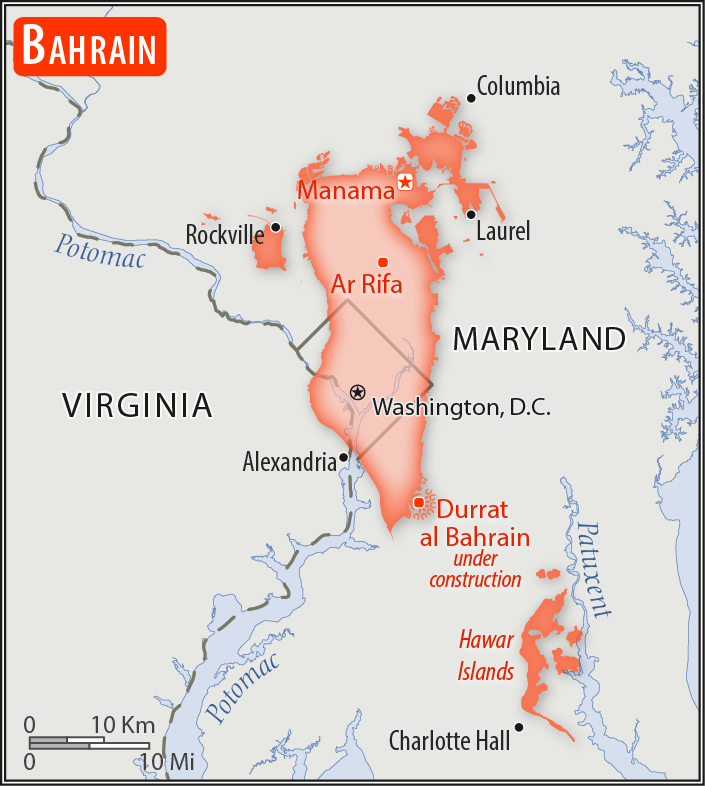
Порівняння розмірів території Бахрейну та США
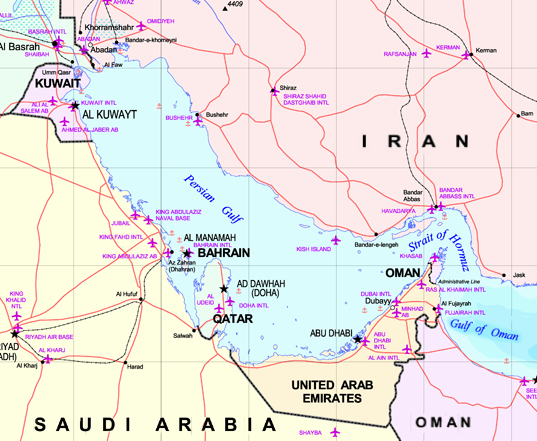
Країни Перської затоки

Згідно з Конвенцією Організації Об'єднаних Націй з морського права (UNCLOS) 1982 року, протяжність територіальних вод країни встановлено в 12 морських миль (22,2 км). Прилегла зона, що примикає до територіальних вод, в якій держава може здійснювати контроль необхідний для запобігання порушень митних, фіскальних, імміграційних або санітарних законів простягається на 24 морські милі (44,4 км) від узбережжя (стаття 33). Континентальний шельф — поширюється на усе морське дно у міжнародно визначених кордонах.

### Час
Час у Бахрейні: UTC+3 (+1 година різниці часу з Києвом).

## Рельєф
Середні висоти — дані відсутні; найнижча точка — рівень вод Перської затоки (0 м); найвища точка — гора Джабель ед-Духан (122 м). Рельєф країни рівнинний. Плаский пустельний ландшафт плавно підвищується до невисокої центральної височини Джебель-ад-Дукхан («Гора диму», найвища точка 122 м). У центрі височини лежить Центральна депресія, що являє собою велику долину, відому завдяки «Дереву життя» — невеликому кущу акації, що є єдиною великою рослиною в оточенні безплідної пустелі. Центральна частина острову, складена вапняками, підіймається лише на 30-40 м вище рівня моря. Переважну більшість території Бахрейну займає кам'яниста і піщана пустеля.

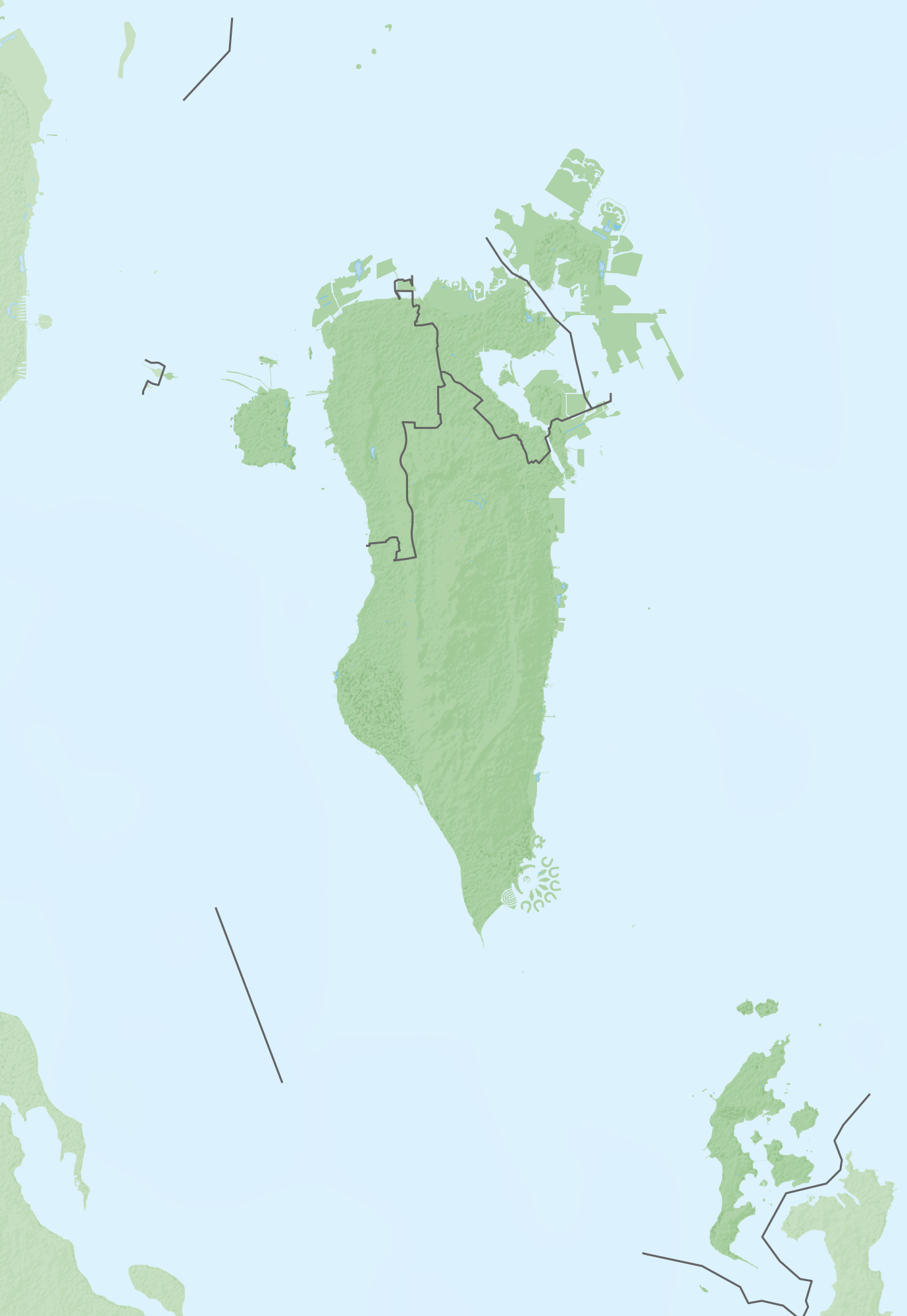
Рельєф Бахрейну
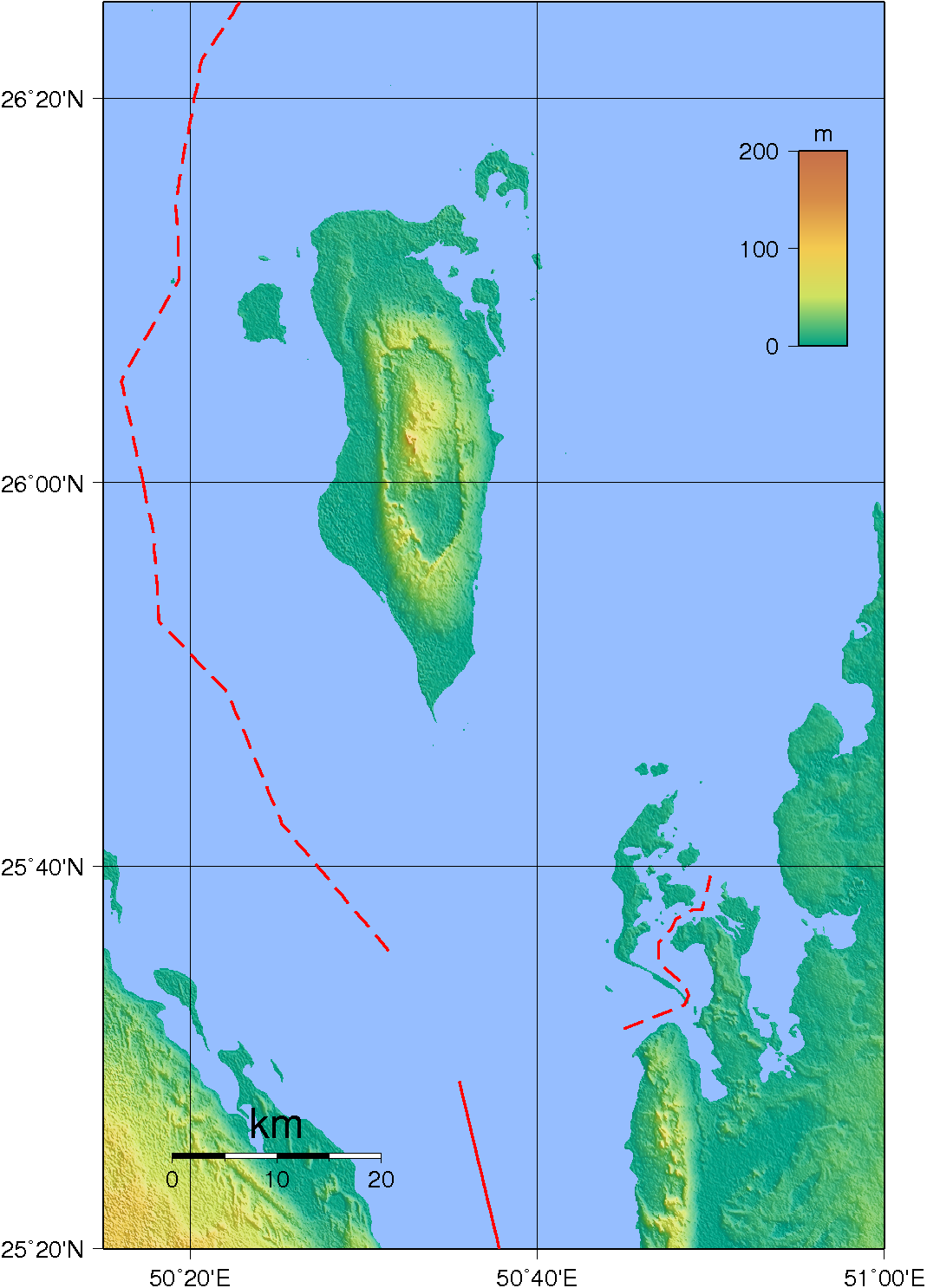
Гіпсометрична карта Бахрейну
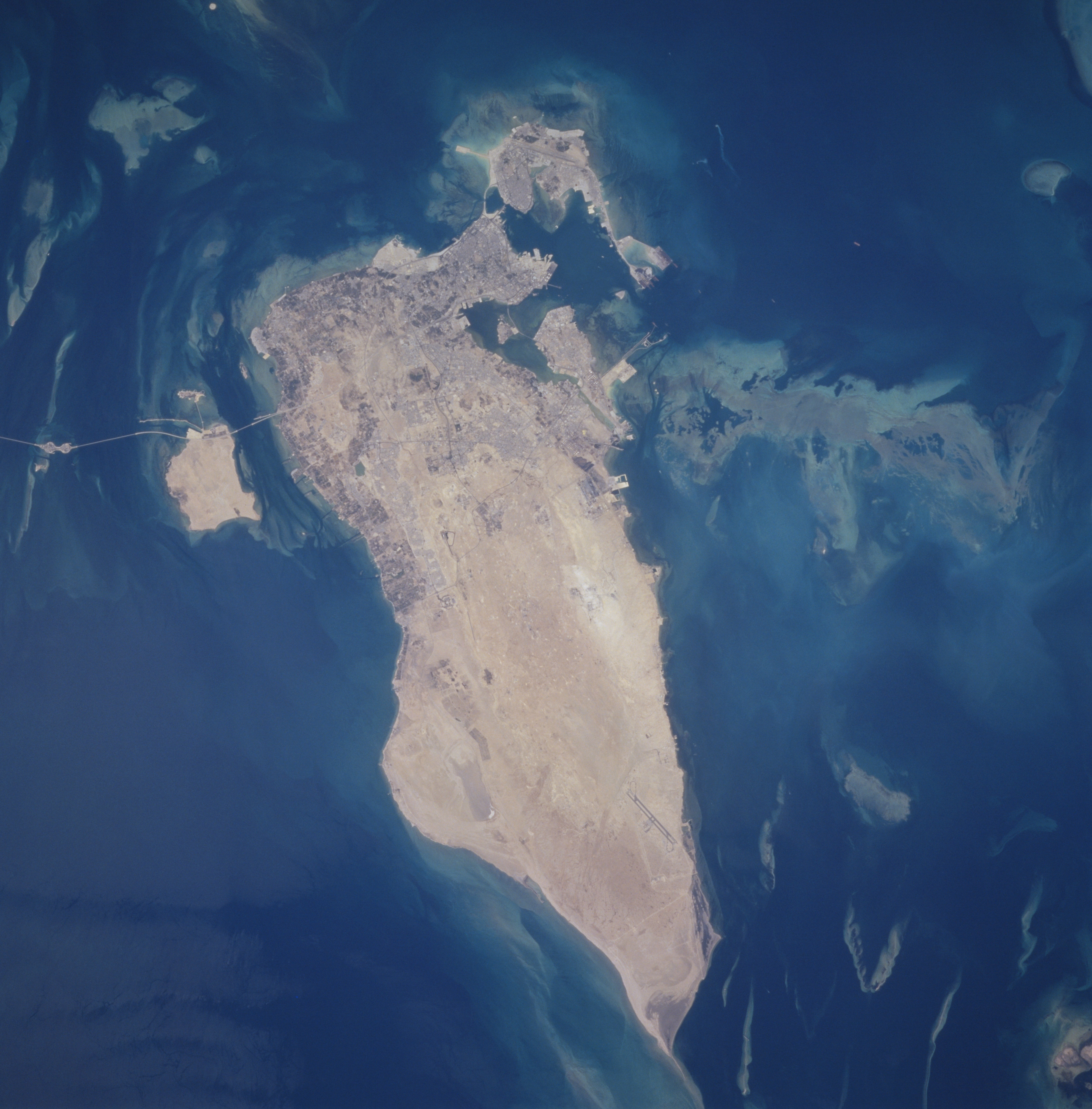
Супутниковий знімок поверхні країни
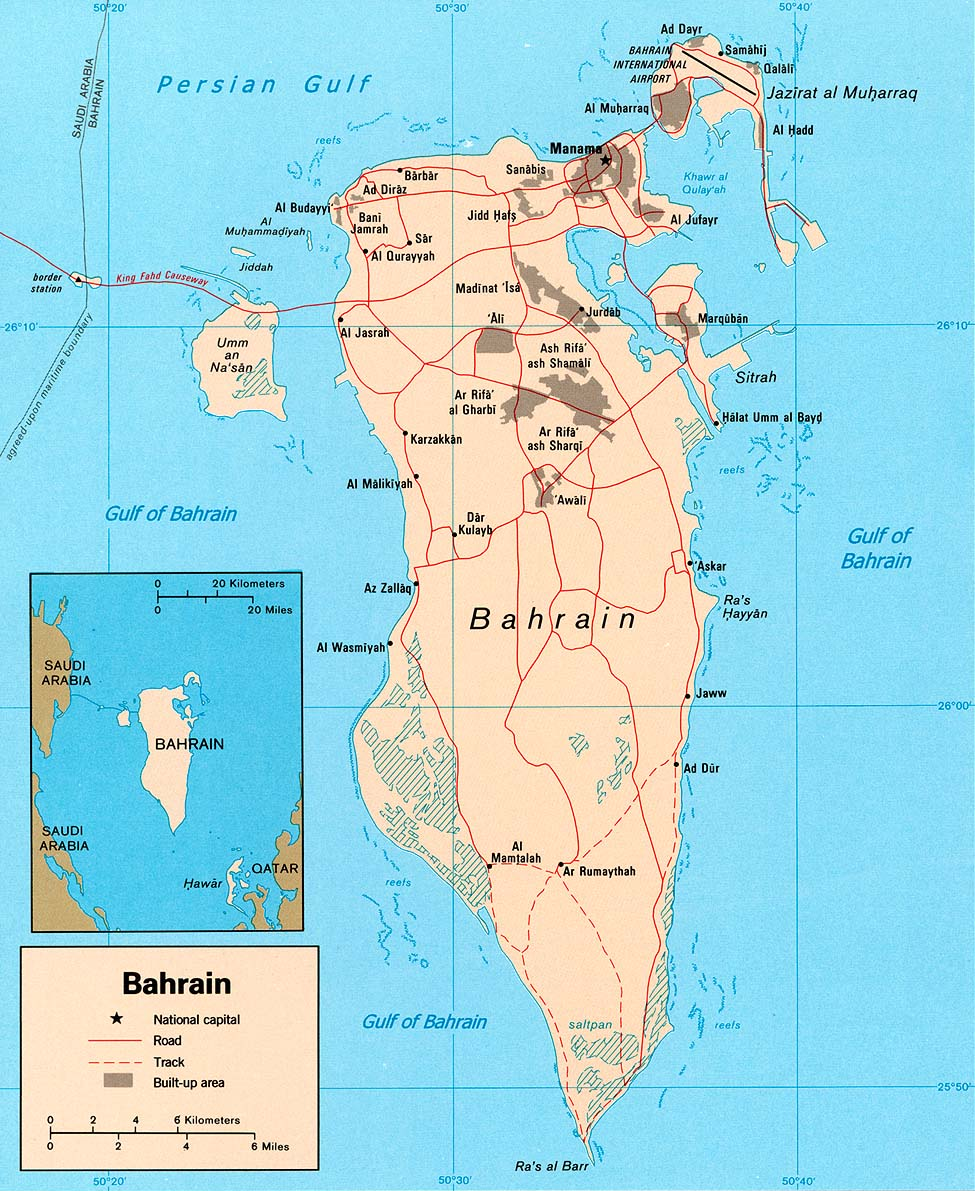
Карта країни (англ.)
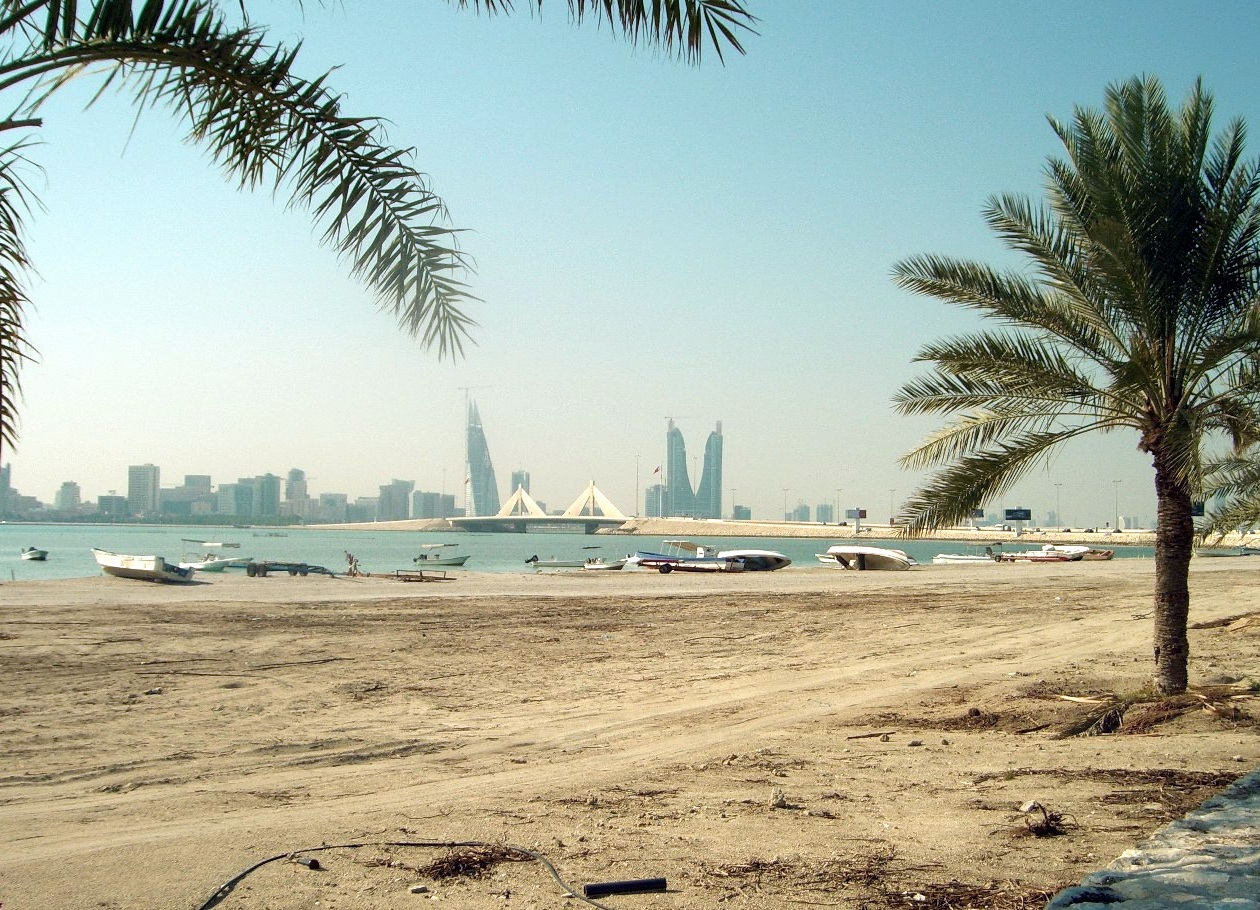
Піщані пляжі Бахрейну

### Узбережжя
Берегова лінія Бахрейну являє собою ланцюг піщаних пляжів. В південній частині основного острова прибережні піски утворюють довгу косу Рас-ель-Бар. На північно-західному березі переважають піщані дюни. На західному — піски часто змінюються ділянками кам'янистого степу, який біля берега переходить у засолені болота. На північному сході над прибережними пісками виростає кам'яниста гряда, утворюючи півострів Рас-ер-Руман.

### Острови
Бахрейн займає три відносно великих і більше тридцяти дрібних островів.

## Клімат
Територія Бахрейну лежить у тропічному кліматичному поясі. Увесь рік панують тропічні повітряні маси. Спекотна посушлива погода з великими добовими амплітудами температури. Переважають східні пасатні вітри. У теплий сезон з морів та океанів можуть надходити шторми. Середня температура липня +37°С, січня +16°С. Середньорічна кількість опадів становить близько 90 мм, проте вологість повітря дуже висока, особливо в квітні-вересні. Влітку часто бувають пилові й піщані бурі. 

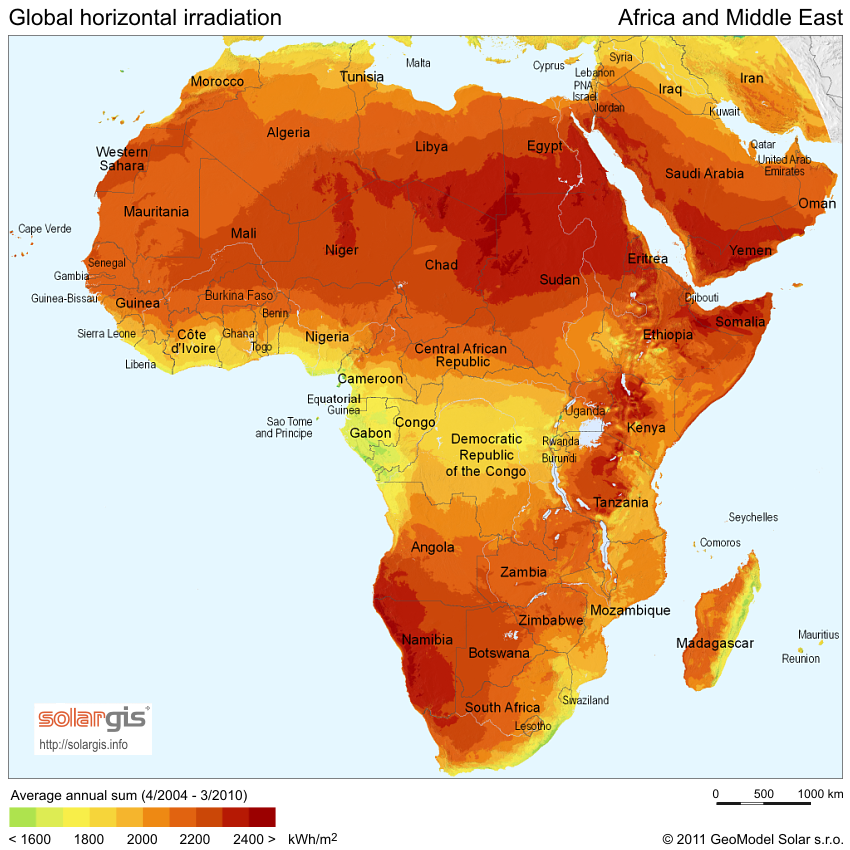
Сонячна радіація (англ.)
Кліматична карта Бахрейну (за Кеппеном)Кліматична карта Бахрейну (за Кеппеном)

Бахрейн є членом Всесвітньої метеорологічної організації (WMO), в країні ведуться систематичні спостереження за погодою.

## Внутрішні води
На жодному з островів Бахрейнського архіпелагу немає річок, струмків чи озер. Прибережні райони на півдні і південному заході зайняти солончаками.

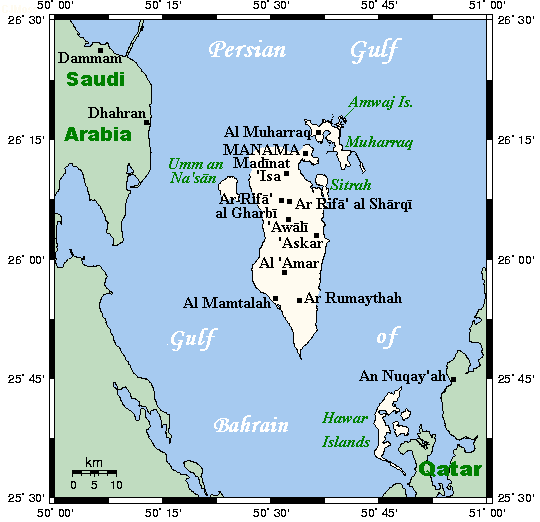
Гідрографічна мережа Бахрейну

### Річки
Тимчасові потоки (ваді) країни належать басейну Перської затоки Індійського океану.

### Болота
Уздовж західного узбережжя смуга мілководних солоних маршів.

## Рослинність
Більшу частину країни вкриває пустеля. Тим не менш, країна широко відома своєю пишною рослинністю — численні джерела підземних вод живлять оази, обрамлені фініковими пальмами. Флора Бахрейнського архіпелагу порівняно різноманітна. На островах росте більше 200 різновидностей рослин. У пустелі ростуть такі сухостійні рослини, як саксаул, верблюжа колючка, тамариск, астрагал тощо. Біля виходів на поверхню ґрунтових вод поширені оази з фініковою пальмою й іншими культурами.

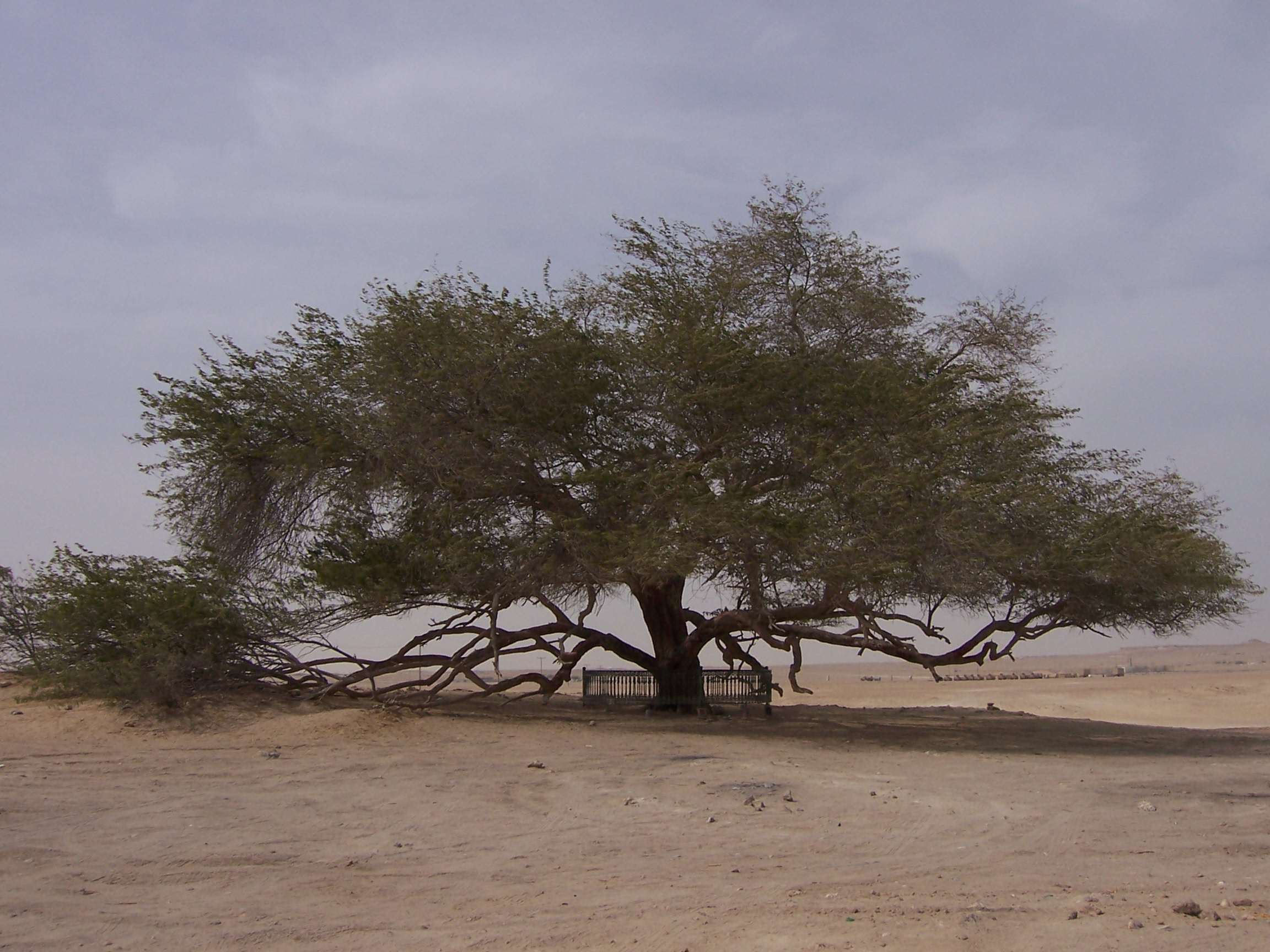
«Дерево життя», акація Prosopis cineraria в центрі країни
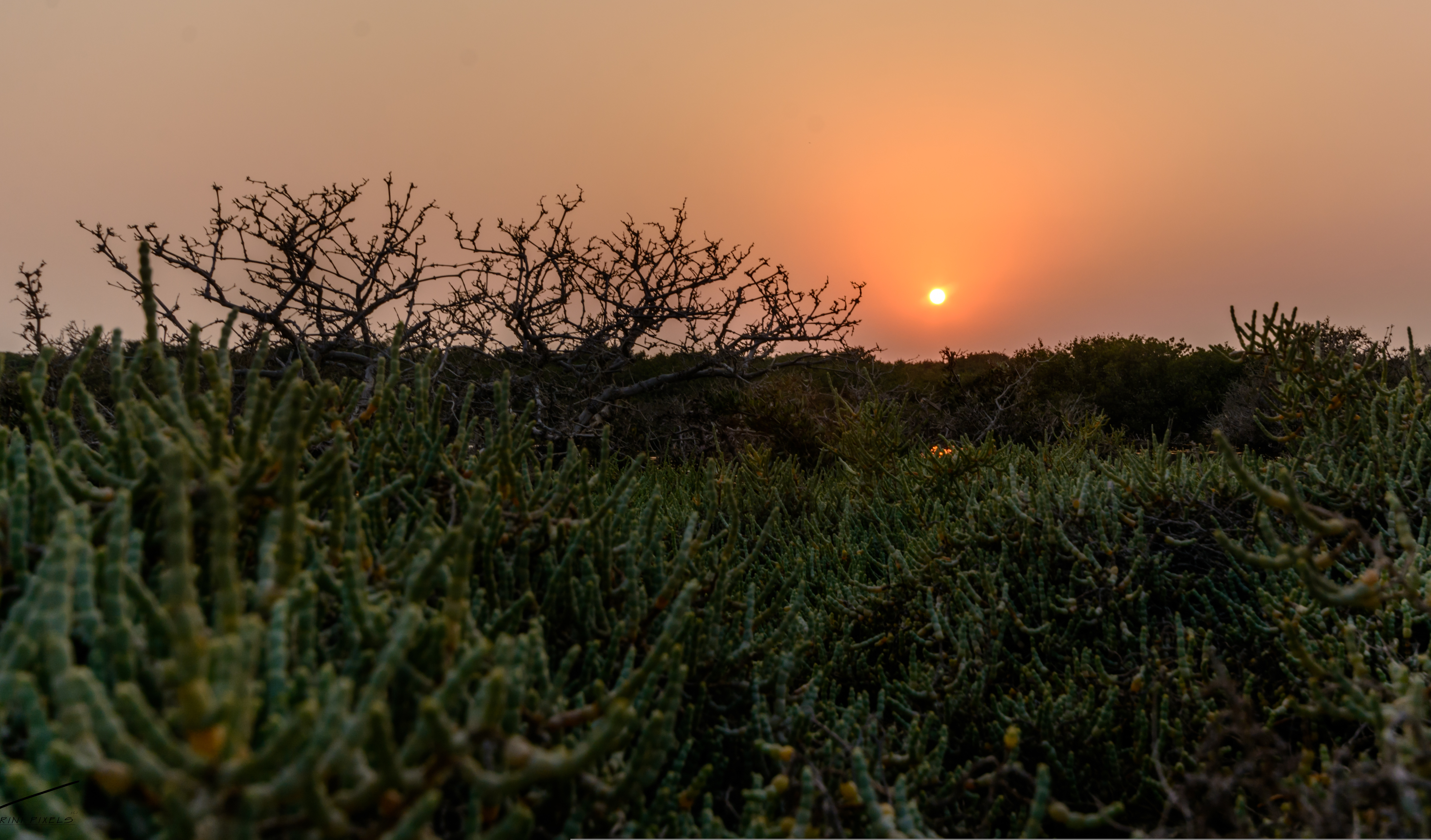
Водно-болотні угіддя Рас-Санад

## Тваринний світ
Зоогеографічно територія країни належить до Сахаро-Аравійської провінції Середземноморської підобласті Голарктичної області. Серед доволі бідної фауни переважають птахи, гризуни й земноводні. У прибережних водах налічується близько 400 видів риб, поширені морські черепахи. У коралових рифах мешкають краби, омари, креветки, молюски тощо. Велике видове різноманіття коралів (більше 2000 видів).

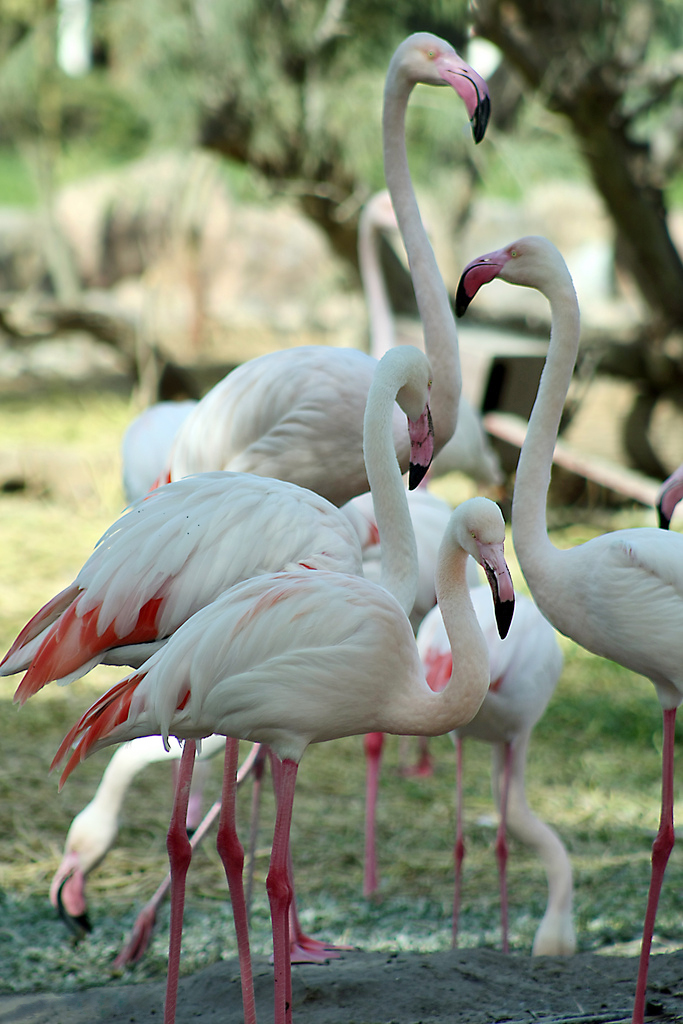
Великий фламінго
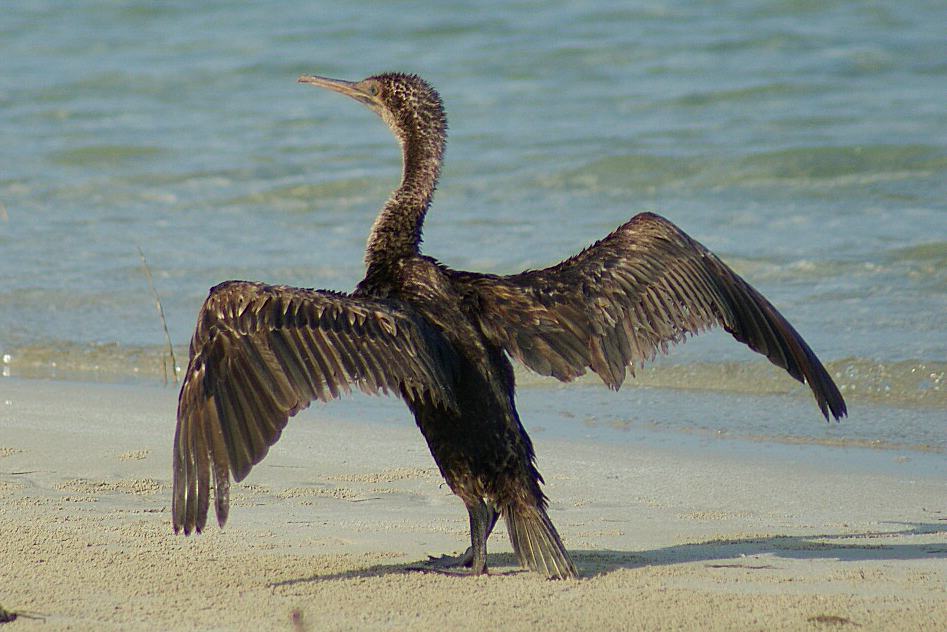
Сокотрійський баклан

## Стихійні природні явища
На території країни спостерігаються небезпечні природні явища і стихійні лиха: періодичні посухи; пилові бурі.

## Природні ресурси

### Мінеральні ресурси
Надра Бахрейну багаті на ряд корисних копалин: нафту, природний газ.

### Водні ресурси
Загальні запаси відновлюваних водних ресурсів (ґрунтові і поверхневі прісні води) становлять 0,12 км³. Станом на 2012 рік в країні налічувалось 40 км² зрошуваних земель. 

### Земельні ресурси
Земельні ресурси Бахрейну (оцінка 2011 року):
- придатні для сільськогосподарського обробітку землі — 11,3 %,
  - орні землі — 2,1 %,
  - багаторічні насадження — 3,9 %,
  - землі, що постійно використовуються під пасовища — 5,3 %;
- землі, зайняті лісами і чагарниками — 0,7 %;
- інше — 88 %[1].

## Охорона природи
Серед екологічних проблем варто відзначити:
- спустелювання зменшує сільськогосподарські угіддя, збільшує період посух і тривалість діб з пиловими бурями;
- деградацію узбережж внаслідок інтенсивного судноплавства і діяльності нафтових підприємств;
- руйнування коралових рифів;
- обмежені ресурси питної води (тільки ґрунтові води та опріснена морська вода).

Бахрейн є учасником ряду міжнародних угод з охорони навколишнього середовища:
- Конвенції про біологічне різноманіття (CBD),
- Рамкової конвенції ООН про зміну клімату (UNFCCC),
- Кіотського протоколу до Рамкової конвенції,
- Конвенції ООН про боротьбу з опустелюванням (UNCCD),
- Базельської конвенції протидії транскордонному переміщенню небезпечних відходів,
- Конвенції з міжнародного морського права,Монреальського протоколу з охорони озонового шару,
- Рамсарської конвенції із захисту водно-болотних угідь[16].

## Фізико-географічне районування
У фізико-географічному відношенні територію Бахрейну можна розділити на _ райони, що відрізняються один від одного рельєфом, кліматом, рослинним покривом: .

### Українською
- Атлас світу / голов. ред. І. С. Руденко ; зав. ред. В. В. Радченко ; відп. ред. О. В. Вакуленко. — К. : ДНВП «Картографія», 2005. — 336 с. — ISBN 9666315467.
- Атлас. 7 клас. Географія материків і океанів / Укладачі О. Я. Скуратович, Н. І. Чанцева. — К. : ДНВП «Картографія», 2014.
- Бєлозоров С. Т. Географія материків. — К. : Вища школа, 1971. — 371 с.
- Барановська О. В. Фізична географія материків і океанів : навч. посіб. для студентів ВНЗ : [у 2 ч.]. — Н. : Ніжинський державний університет ім. Миколи Гоголя, 2013. — 306 с. — ISBN 978-617-527-106-3.
- Бахрейн // Гірничий енциклопедичний словник : [у 3-х тт.] / за ред. В. С. Білецького. — Д. : Східний видавничий дім, 2004. — Т. 3. — 752 с. — ISBN 966-7804-78-X.
- Дубович І. А. Країнознавчий словник-довідник. — 5-те вид., перероб. і доп. — К. : Знання, 2008. — 839 с. — ISBN 978-966-346-330-8.
- Панасенко Б. Д. Фізична географія материків : навч. посіб. : в 2 ч. — В. : ЕкоБізнесЦентр, 1999. — 200 с.
- Фізична географія материків та океанів : підруч. для студ. вищ. навч. закл. : у 2 т / за ред. П. Г. Шищенка. — К. : Видавництво Київського нац. ун-т ім. Т. Шевченка, 2009. — Т. 1. : Азія. — 643 с. — ISBN 978-966-439-257-7.
- Юрківський В. М. Регіональна економічна і соціальна географія. Зарубіжні країни: Підручник. — 2-ге. — К. : Либідь, 2001. — 416 с. — ISBN 966-06-0092-5.

### Англійською
- (англ.) Graham Bateman. The Encyclopedia of World Geography. — Andromeda, 2002. — 288 с. — ISBN 1871869587.

### Російською
- (рос.) Алисов Б. П., Берлин И. А., Михель В. М. Курс климатологии [в 3-х тт.] / под. ред. Е. С. Рубинштейна. — Л. : Гидрометиздат, 1954. — Т. 3. Климаты земного шара. — 320 с.
- (рос.) Апродов В. А. Зоны землетрясений. — М. : Мысль, 2010. — 462 с. — (Природа мира) — ISBN 978-5-244-01122-7.
- (рос.) Бабаев А. Г., Зонн И. С., Дроздов Н. Н., Фрейкин З. Г. Пустыни. — М.  : Мысль, 1986. — 320 с. — (Природа мира)
- (рос.) Власова Т. В. Физическая география материков. С прилегающими частями океанов. Евразия, Северная Америка. — 4-е, перераб. — М. : Просвещение, 1986. — 417 с.
- (рос.) Гвоздецкий Н. А. Карст. — М. : Мысль, 1981. — 214 с. — (Природа мира)
- (рос.) Географический энциклопедический словарь: географические названия / под. ред. А. Ф. Трёшникова. — 2-е изд., доп. — М. : Советская энциклопедия, 1989. — 585 с. — ISBN 5-85270-057-6.
- (рос.) Исаченко А. Г., Шляпников А. А. Ландшафты. — М. : Мысль, 1989. — 504 с. — (Природа мира) — ISBN 5-244-00177-9.
- (рос.) Каплин П. А., Леонтьев О. К., Лукьянова С. А., Никифоров Л. Г. Берега. — М. : Мысль, 1991. — 480 с. — (Природа мира) — ISBN 5-244-00449-2.
- (рос.) Словарь современных географических названий / под общей редакцией акад. В. М. Котлякова. — Екатеринбург : У-Фактория, 2006.
- (рос.) Литвин В. М., Лымарев В. И. Острова. — М. : Мысль, 2010. — 288 с. — (Природа мира) — ISBN 978-5-244-01129-6.
- (рос.) Лобова Е. В., Хабаров А. В. Почвы. — М. : Мысль, 1983. — 304 с. — (Природа мира)
- (рос.) Максаковский В. П. Географическая картина мира. Книга I: Общая характеристика мира. — М. : Дрофа, 2008. — 495 с. — ISBN 978-5-358-05275-8.
- (рос.) Максаковский В. П. Географическая картина мира. Книга II: Региональная характеристика мира. — М. : Дрофа, 2009. — 480 с. — ISBN 978-5-358-06280-1.
- (рос.) Бахрейн // Поспелов Е. М. Топонимический словарь. — М. : АСТ, 2005. — 229 с. — ISBN 5-17-016407-6.
- (рос.) Пфеффер П. Азия. — М. : Прогресс, 1982. — 316 с. — (Континенты, на которых мы живем)
- (рос.) География / под ред. проф. А. П. Горкина. — М. : Росмэн-Пресс, 2006. — 624 с. — (Современная иллюстрированная энциклопедия) — ISBN 5-353-02443-5.
- (рос.) Физико-географический атлас мира. — М. : Академия наук СССР и Главное управление геодезии и картографии ГУГК СССР, 1964. — 298 с.
- (рос.) Энциклопедия стран мира / глав. ред. Н. А. Симония. — М. : НПО «Экономика» РАН, отделение общественных наук, 2004. — 1319 с. — ISBN 5-282-02318-0.